# Tháp Cánh Tiên
Tháp Cánh Tiên (littéralement en français La Tour de l'aile des fées), dite aussi tháp Đồng (Tour Dong), est une tour située au milieu de l'ancienne citadelle de Đồ Bàn, dans la commune de Nhơn Hậu (vi), dans la province de Binh Dinh.

## Histoire
La tour a été construite au XIIe siècle, dans le style Bình Định et en partie influencée par l' architecture khmère d'Angkor Vat car pendant cette période, il y avait des échanges fréquents entre le royaume khmer et le Champa.

## Description
La tour se dresse au sommet d'une colline de 25 m d'altitude, dans le village de Nam Tan (commune de Nhon Hau). Parmi les anciennes tours Cham restantes de la province de Binh Dinh, la tour Canh Tien est non seulement l'une des architectures relativement intactes, mais elle appartient également à un groupe de tours rarement observé dans l'histoire de l'architecture Cham. Il s'agit d'un complexe de temples ne comportant qu'une seule tour. Bien qu'il n'y ait qu'une seule tour, la forme et la structure de la tour Canh Tien ne diffèrent pas des grandes tours carrées en briques à plusieurs étages de Chap Pa, qui mesurent près de 20 mètres de haut.
La tour Canh Tien est l'une des tours de style Binh Dinh, apparaissant avec une architecture majestueuse avec de grands blocs qui impressionnent de loin : les colonnes, les cadres verticaux sur le mur entre les colonnes se détachent en gros blocs solides, les arcs des fausses portes s'élèvent haut comme des lances géantes, les tours décorant les angles des étages s'enroulent en blocs solides, les dalles de pierre décorant les angles supérieurs des murs des étages sont en forme de fleurs et de feuilles, dépassant fortement comme des ailes de fée.
Comme toutes les autres tours traditionnelles, la tour se compose de deux parties : le hall et le sanctuaire. L'ensemble de la structure du hall s'est effondré depuis longtemps. Les murs extérieurs de la tour sont ornés de colonnes et de cadres verticaux qui dépassent fortement du mur. L'un des aspects les plus étranges de la tour Canh Tien est que la moitié extérieure des colonnes d'angle est recouverte de dalles de grès violet sculptées de fleurs torsadées et que les angles du toit sont également en pierre – un phénomène unique dans l'histoire de l'architecture des tours Cham Pa.
Bien que partiellement endommagées, la structure et la forme particulière des fausses portes de la tour Canh Tien sont encore reconnaissables. Chaque fausse porte comporte trois étages qui se rétrécissent progressivement vers le haut, et chaque étage est composé de deux corps. Les étages des fausses portes présentent tous une structure en deux parties : deux piliers formant une cellule en dessous et un arc brisé au-dessus.
Aux quatre coins de chaque étage de la tour Canh Tien, les tours d'angle décoratives et les dalles de pierre en forme de queue de phénix dépassant du sommet des colonnes du mur sont encore assez intactes, de sorte que de loin, la tour Canh Tien ressemble à une torche géante brillant de mille feux.